# Orcevia deelemanae
Espèce
Orcevia deelemanae est une espèce d'araignées aranéomorphes de la famille des Salticidae.

## Distribution
Cette espèce est endémique du Yunnan en Chine,. Elle se rencontre dans la préfecture de Xishuangbanna.

## Description
La carapace du mâle holotype mesure 2,63 mm et l'abdomen 2,38 mm et la carapace de la femelle paratype 2,43 mm et l'abdomen 2,56 mm.

## Systématique et taxinomie
Cette espèce a été décrite par Yu et Zhang en 2023.

## Étymologie
Cette espèce est nommée en l'honneur de Christa Laetitia Deeleman-Reinhold.

## Publication originale
- Yu, Maddison & Zhang, 2023 : « Taxonomic revision of Orcevia Thorell, 1890, with description of fifteen new species (Araneae, Salticidae, Euophryini). » Zootaxa, no 5384(1), p. 1-79.